# Koncert (film 2009)

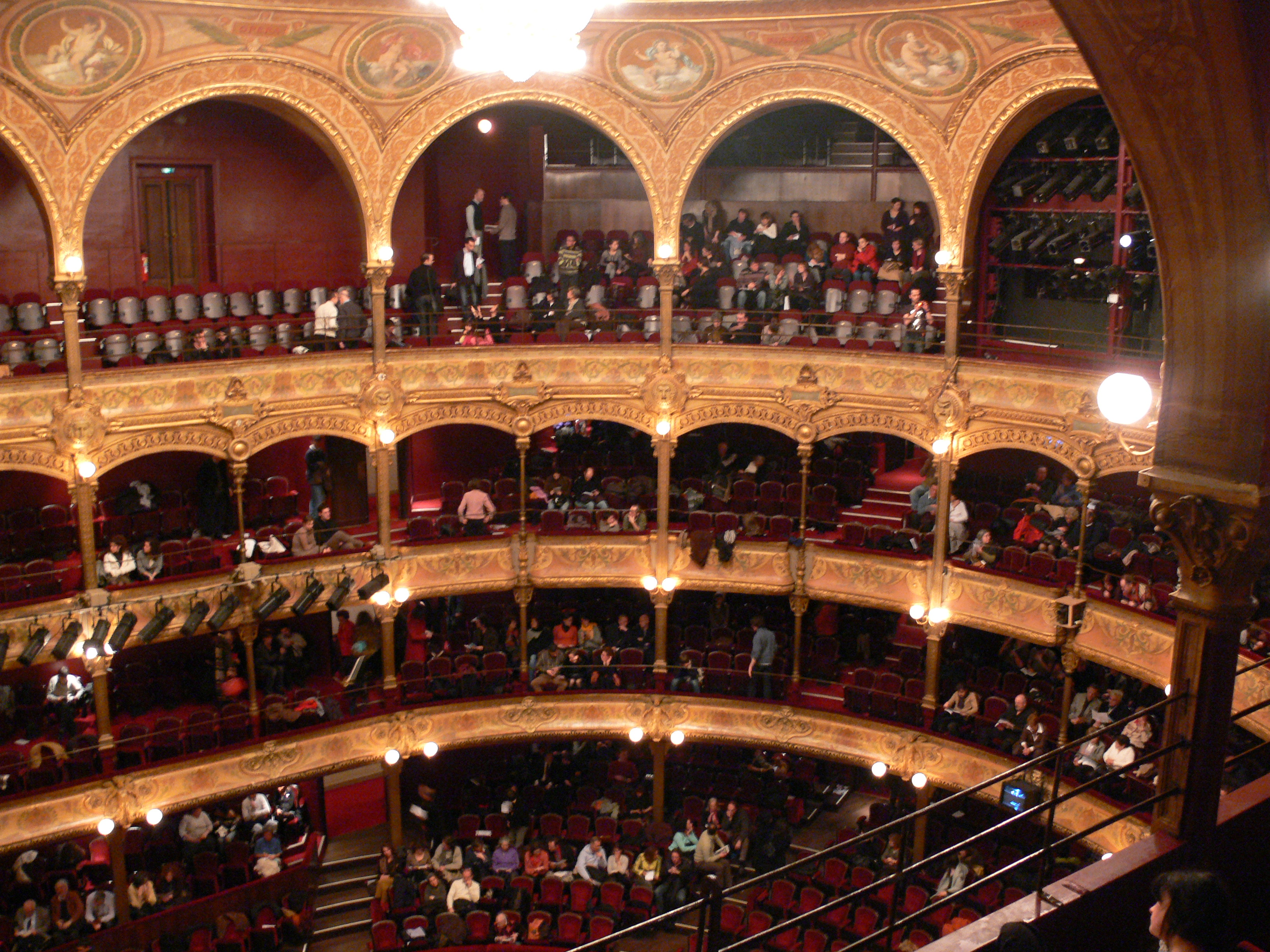
Théâtre du Châtelet - miejsce koncertu.

Koncert (fr. Le concert) – francusko-belgijsko-rumuńsko-włoski komediodramat z 2009 roku w reżyserii Radu Mihăileanu. Obraz został nagrodzony dwoma Cezarami - za najlepszą muzykę filmową oraz za najlepszy dźwięk. Film opowiada o grupie rosyjskich Żydów, byłych muzyków Teatru Bolszoj, którzy podszywają się pod prawdziwą orkiestrę tego teatru, aby wystąpić z koncertem w Paryżu.

## Opis fabuły
W czasie nagonki na Żydów na przełomie lat 60. i 70. orkiestra Teatru Bolszoj, złożona głównie z muzyków żydowskiego pochodzenia, zostaje rozwiązana. 30 lat później jej ówczesnemu dyrygentowi Andrejowi Filipowowi, teraz pracującemu w teatrze jako sprzątacz, wpada w ręce zaproszenie orkiestry teatru do Paryża, gdzie ma ona dać koncert w teatrze Châtelet. Filipow postanawia skorzystać z okazji, aby dać jeszcze jeden koncert ze swoją starą orkiestrą. W Paryżu okazuje się, że solistka mająca wziąć udział w koncercie to córka zmarłych przyjaciół Filipowa, również członków orkiestry. Po wielu perypetiach koncert odbywa się i spotyka się z takim entuzjazmem, że stara-nowa orkiestra Bolszoj kontynuuje trasę koncertową po Europie.

## Obsada
- Mélanie Laurent jako Anna-Marie Jacquet
- Aleksiej Guśkow jako Andrej Filipow
- Dmitrij Nazarow jako Sasza Grosman
- Walerij Barinow jako Iwan Gawriłow
- François Berléand jako dyrektor paryskiego Châtelet
- Miou-Miou jako Guylène de La Rivière
- Lionel Abelanski jako Jean-Paul Carrère
- Vlad Ivanov jako Piotr Trietiakin

i inni

## Nagrody
- Cezary za najlepszą muzykę filmową i za najlepszy dźwięk, 2010
- David di Donatello za najlepszy film Unii Europejskiej, 2010